# Fritz Ballin
Fritz Simon Ballin (geboren 1. April 1879 in München; gestorben 25. Dezember 1939) war ein deutscher Jurist und Diplomat.

## Leben
Fritz Ballin war der Sohn des königlich-bayerischen Kommerzienrates und Konsuls Siegfried Ballin (1850–1917) und dessen Ehefrau Leontine geborene Rosenthal. Nach dem Abitur am Gymnasium studierte er Rechtswissenschaften an den Universitäten München, Genf, Berlin und Erlangen. An letztgenannter Universität wurde er 1902 zum Dr. jur. promoviert. Das Thema seiner Dissertation lautete Notwehrexzess und Putativnotwehr. Im Anschluss war er ab 1906 als Rechtsanwalt in München tätig. 1928 erfolgte seine Ernennung zum Justizrat. 
Seit 1907 war Ballin Vizekonsul für Brasilien, seit 1921 Konsul für Venezuela. In München war er zweiter Vorsitzender des Diplomatischen Corps und Vorsitzender des Jüdischen Kulturbundes. Er war Mitglied des Freien Deutschen Hochstifts und gehörte als Freimaurer einer Loge des humanitären Eklektischen Bundes an. Im Jahr 1913 schrieb er das Schauspiel Föhn, außerdem verfasste er Theater-, Konzert- und Kunstkritiken.
Nach der Machtergreifung der Nationalsozialisten gingen die Anfragen und Aufträge an seine Rechtsanwaltskanzlei merklich zurück. Im Juni 1936 gab er auf und emigrierte mit seiner Familie nach London, wo er bis zu seinem Tod als Berater für ausländisches Recht tätig war. Er starb zu Weihnachten 1939.

## Familie
Am 8. Juli 1910 heiratete er in Straßburg Sidonie geborene Rosenmeyer, Tochter eines Straßburger Fabrikbesitzers. Aus der gemeinsamen Ehe gingen die Kinder Hanns Heinz (* 1913) und Gerdatis (* 1907) hervor.

## Veröffentlichungen (Auswahl)
- Notwehrexzess und Putativnotwehr, Erlangen, 1902.
- Föhn. Schauspiel in drei Aufzügen, Berlin: Neuer Deutscher Verlag, 1913.
- Die Aufgaben des Jüdischen Kulturbunds in Bayern, in: Bayerische Israelitische Gemeindezeitung vom 15. März 1934, Seite 109.

## Ehrungen
Sein Name steht auf der Gedenktafel an die während der NS-Zeit entrechteten und verfolgten jüdischen Anwälte im Justizpalast München.